# 朱鷺大賞典
朱鷺大賞典（ときだいしょうてん）は新潟県競馬組合が新潟競馬場で行っていた競馬の競走である。

## 概要
1982年創設、長く新潟県競馬のローカル重賞であったが、2000年ダート競走格付け委員会に格付けされたダートグレード競走のグレードスリー（GIII）競走としてリニューアル。新潟県競馬の廃止に伴い、2001年の開催をもって終了。その後、新潟でのダート重賞は2009年設立のレパードステークス（JRA）まで開催がなかった。

## 賞金
中央競馬・地方競馬全国指定交流競走に指定された2000年以降
| 回数             | 総額賞金 （万円） | 1着賞金 （万円） | 2着賞金 （万円） | 3着賞金 （万円） | 4着賞金 （万円） | 5着賞金 （万円） |
| ---------------- | ----------------- | ---------------- | ---------------- | ---------------- | ---------------- | ---------------- |
| 第19回（2000年） | 5,100             | 3,000            | 1,050            | 510              | 300              | 240              |
| 第20回（2001年） | 5,100             | 3,000            | 1,050            | 510              | 300              | 240              |

## 歴代優勝馬
| 回数                 | 施行日        | 競馬場 | 距離    | 優勝馬             | 性齢 | 所属 | タイム  | 優勝騎手   | 管理調教師 | 馬主           |
| -------------------- | ------------- | ------ | ------- | ------------------ | ---- | ---- | ------- | ---------- | ---------- | -------------- |
| 第1回                | 1982年6月20日 | 新潟   | ダ2280m | カツボーイ         | 牡9  | 新潟 | 2:29.5  | 仲川慶治   | 佐藤喜十郎 |                |
| 第2回                | 1983年6月12日 | 新潟   | ダ2280m | イエラパランサー   | 牡8  | 新潟 | 2:30.1  | 赤間亨     | 赤間昭松   |                |
| 第3回                | 1984年6月17日 | 新潟   | ダ1800m | アジヤストメント   | 牡7  | 新潟 | 1:56.6  | 津野総夫   | 向山勝     |                |
| 第4回                | 1985年6月30日 | 三条   | ダ1800m | イチコウハヤタケ   | 牡6  | 新潟 | 1:55.9  | 大枝幹也   | 佐藤忠雄   |                |
| 第5回                | 1986年6月8日  | 新潟   | ダ1800m | イチコウハヤタケ   | 牡7  | 新潟 | 1:55.2  | 大枝幹也   | 佐藤忠雄   | 佐野幸一       |
| 第6回                | 1987年6月28日 | 新潟   | ダ1800m | スピードペガサス   | 牡7  | 新潟 | 1:56.0  | 吉川豊光   | 鈴木忠俊   | 笠木政彦       |
| 第7回                | 1988年6月26日 | 新潟   | ダ1800m | セントエリアス     | 牡8  | 新潟 | 1:56.0  | 渡邉正治   | 加藤一栄   | （有）前田総業 |
| 第8回                | 1989年6月4日  | 新潟   | ダ1800m | グレートコマンダー | 牡6  | 新潟 | 1:54.9  | 渡邉正治   | 河内義昭   | 山田武雄       |
| 第9回                | 1990年7月1日  | 三条   | ダ1800m | キョウエイホクト   | 牡7  | 新潟 | 1:54.8  | 大枝幹也   | 佐藤忠雄   | 此村芳男       |
| 第10回               | 1991年6月9日  | 新潟   | ダ1800m | アサクサキャリア   | 牡8  | 新潟 | 1:54.9  | 向山牧     | 向山勝     | 岩村忠         |
| 第11回               | 1992年6月28日 | 新潟   | ダ1800m | アサクサキャリア   | 牡9  | 新潟 | 1:54.3  | 向山牧     | 向山勝     | 岩村忠         |
| 第12回               | 1993年6月27日 | 新潟   | ダ1800m | アサクサキャリア   | 牡10 | 新潟 | 1:56.0  | 向山牧     | 向山勝     | 岩村忠         |
| 第13回               | 1994年6月12日 | 新潟   | ダ1800m | レイクダービー     | 牡9  | 新潟 | 1:55.7  | 酒井忍     | 吉川豊光   | 岡田弘夫       |
| 第14回               | 1995年6月8日  | 新潟   | ダ1800m | グレートマジック   | 牡6  | 新潟 | 1:55.1  | 渡邉正治   | 高橋鐡雄   | 吉橋計         |
| 第15回               | 1996年6月2日  | 新潟   | ダ1800m | マジックガール     | 牝5  | 新潟 | 1:55.2  | 榎伸彦     | 佐藤敏昭   | 斉藤勘三郎     |
| 第16回               | 1997年6月1日  | 新潟   | ダ1800m | ヤングノーブル     | 牡9  | 新潟 | 1:54.3  | 森川一二三 | 村岡洋     | 水上行雄       |
| 第17回               | 1998年7月12日 | 新潟   | ダ1800m | イブキクラッシュ   | 牡7  | 新潟 | 1:54.6  | 酒井忍     | 横山孝四郎 | 宮嶋國夫       |
| 第18回               | 1999年7月11日 | 新潟   | ダ1800m | ロバリーハート     | 牡7  | 新潟 | 1:53.9  | 向山牧     | 横山孝四郎 | 島田利雄       |
| 第19回以降は交流競走 |               |        |         |                    |      |      |         |            |            |                |
| 第19回               | 2000年11月8日 | 新潟   | ダ1700m | ビーマイナカヤマ   | 牡6  | JRA  | 1:45.2  | 鹿戸雄一   | 高市圭二   | 中山牧場       |
| 第20回               | 2001年11月7日 | 新潟   | ダ1800m | トーホウエンペラー | 牡5  | 岩手 | R1:50.4 | 菅原勲     | 千葉四美   | 東豊物産（株） |

- 新潟競馬場の第1回～19回は右回り（改装前）、第20回は左回り（改装後）で開催。
- Rは新潟県競馬のコースレコードを示す。

### 各回競走結果の出典
- 朱鷺大賞典　歴代優勝馬 - 地方競馬全国協会、2014年8月18日閲覧

#### 馬主の出典
- JBISサーチ 2023年4月8日閲覧
  - 1986年, 1987年, 1988年, 1989年, 1990年, 1991年, 1992年, 1993年, 1994年, 1995年, 1996年, 1997年, 1998年, 1999年, 2000年，2001年